# Long Cay (îles Caïques)
Pour les articles homonymes, voir Long Cay.
Long Cay est une des îles Caïcos dans le territoire des îles Turks-et-Caïcos.